# Сарабьянов, Владимир Дмитриевич
Влади́мир Дми́триевич Сарабья́нов (6 апреля 1958, Москва — 3 апреля 2015, там же) — советский и российский художник-реставратор, главный искусствовед Межобластного научно-реставрационного художественного управления Министерства культуры Российской Федерации, старший научный сотрудник Государственного института искусствознания.
Автор более ста научных работ по истории древнерусского искусства и реставрации древнерусской живописи, в том числе по домонгольским храмам Новгородской земли, издал 15 монографий, соавтор «Истории древнерусской живописи» (2007).

## Биография
Родился 6 апреля 1958 года в Москве, отец — академик Дмитрий Сарабьянов (1923—2013), мать — искусствовед Елена Мурина (1925—2021), брат — искусствовед Андрей Сарабьянов (р. 1949).
В 1986 году окончил отделение (вечернее) истории искусств исторического факультета Московского государственного университета им. М. В. Ломоносова по специальности «Искусствоведение», присвоена квалификация — искусствовед.
В 2003 году в Государственном институте искусствознания защитил диссертацию на соискание учёной степени кандидата искусствоведения на тему «Фрески церкви св. Георгия в Старой Ладоге: древнерусская живопись второй половины XII века и византийские традиции».
Скоропостижно скончался 3 апреля 2015 года в Москве. Похоронен на Ваганьковском кладбище.

## Профессиональная деятельность
Трудовую деятельность начал в 1975 году с должности библиотекаря Государственного музея искусства народов Востока, в 1977—1978 годах был техническим работником Московского планетария.
В 1978 году принят на работу в Межобластное научно-реставрационное художественное управление (МНРХУ) на должность художника-реставратора. В 1991 году становится бригадиром художников-реставраторов, в 1994 году присвоена высшая категория, занимал должность главного искусствоведа. С 2013 года — заместитель генерального директора по научной работе.
В 1990—2000-е годы руководил реставрацией фресковых памятников Пскова, в том числе собора Снетогорского монастыря, Новгорода и Старой Ладоги, соборов Московского Кремля. Принимал участие в международных реставрационных проектах в Каире (Египет), руководил реставрацией фресковых ансамблей церквей в Ливане.
С 1994 года — доцент Православного Свято-Тихоновского гуманитарного университета.
С 1997 года — старший научный сотрудник сектора (до 2013 года — отдела) древнерусского искусства Государственного института искусствознания.

## Общественная деятельность
Входил в состав Совета при Президенте Российской Федерации по культуре и искусству и Патриаршего совета по культуре, был постоянным членом Федерального научно-методического совета по сохранению историко-культурного наследия Министерства культуры Российской Федерации. Член редакционной коллегии сборника «Искусство христианского мира» (с 1996 года).

## Награды и премии
- Медаль «В память 850-летия Москвы» (1997)
- Премия Правительства Российской Федерации в области культуры (2015)
- Всероссийская премия «Хранители наследия» Всероссийского общества охраны памятников истории и культуры в номинации «Возрождение» (2010)[12]
- Орден Российской Академии художеств «За служение искусству» (2011)[12]
- Медаль св. Патриарха Тихона I степени (2012)[12]
- Орден преподобного Андрея Иконописца III степени (2014)[12]

## Публикации
- История архитектурных и художественных памятников Ферапонтова монастыря. Часть I // Ферапонтовский сборник. — М., 1988. — Вып. II. — C. 9-98.
- «Богословско-дидактические» иконы из Благовещенского собора Московского Кремля: опыт иконографической реконструкции // Русская художественная культура XV—XVI веков. Тезисы докладов всесоюзной научной конференции. — М., 1990. — С. 93-97.
- Модифицированная желтковая эмульсия для укрепления красочного слоя древнерусской монументальной живописи // Новые материалы и технологии в реставрации произведений живописи и прикладного искусства. Тезисы докладов. — М., 1990. — С. 13-15. (совместно с Ю. М. Куксом и С. В. Филатовым)
- Новые данные о фресках церкви святого Георгия в Старой Ладоге. Предварительное сообщение по материалам реставрации 1982—1986 гг. // Практика реставрации памятников монументальной живописи. Сборник научных трудов. — М., 1991. — С. 21-37.
- История архитектурных и художественных памятников Ферапонтова монастыря. Часть II // Ферапонтовский сборник. — М., 1991. — Вып. III. С.37-118.
- Conservation Treatment of Icons from an Iconostasis // ICOM Committee for Conservation, 1993. — Vol. II. — P. 817—818.
- О первоначальном колорите Снетогорских фресок // Программа «Храм». — Вып. 3. Сборник материалов научных конференций. СПб., 1993. — С. 68-72.
- Иконографическое содержание заказных икон митрополита Макария // Вопросы искусствознания 4/93 [М., 1994]. — С. 243—285.
- «Богоматерь Страстная» из Кашинского Димитровского монастыря // Искусство Руси, Византии и Балкан XIII века. Тезисы докладов конференции. Москва, сентябрь 1994. — СПб., 1994. — С. 41-42.
- Программные основы древнерусской храмовой декорации второй половины XII века // Вопросы искусствознания 4/94. — М., 1994. — С. 268—312.
- Изучение фресок Георгиевской церкви в Старой Ладоге и их судьба в первой половине XIX столетия // Программа «Храм». — Вып. 8. Чтения памяти Н. Е. Бранденбурга. СПб., 1995. — С. 93-108.
- Программа росписи Покровского шатра Александровской Слободы // Александровская Слобода. Владимир, 1995. — С. 39-53.
- Росписи Георгиевского собора Юрьева монастыря и их место в новгородском искусстве первой трети XII века // Искусство Руси и стран Византийского мира XII века. Тезисы докладов конференции. Москва, сентябрь 1995. — СПб., 1995. — С. 33-35.
- Реставрация росписей XII века собора Мирожского монастыря в Пскове // Консервация и реставрация памятников истории и культуры. — Вып. I. Технологические проблемы реставрации монументальной живописи. Ч. II. — М., 1995. — С. 33-38.
- Иконографические особенности композиции «Страшный Суд» в росписях собора Рождества Богородицы Снетогорского монастыря // Церковная археология. Материалы Первой Всероссийской конференции. Псков, 20-24 ноября 1995 года. Часть 2. Христианство и древнерусская культура. — СПб. — Псков, 1995. — С. 61-63.
- Новгородские алтарные преграды XII в. // Иконостас: происхождение — развитие — символика. Тезисы докладов. — М., 1996. — С. 39-40.
- «Похвала Богоматери» в русской иконографической традиции // Искусство христианского мира. Сборник статей. — М., 1996. — Вып. 1. — С. 41-51.
- «Страшный Суд» в росписях Снетогорского монастыря в Пскове и его литературная основа // Проблеми на изкуството № 2. София: 1996. — С. 23-30.
- «Страшный Суд» собора Снетогорского монастыря и его место в русской иконографической традиции // Искусство Византии и древней Руси. К 100-летию со дня рождения Андрея Николаевича Грабара. Тезисы докладов конференции. СПб., 1996. — С. 27-28.
- Старая Ладога — древняя столица Руси. — СПб., «Славия», 1996. Стилистические основы фресок собора Антониева монастыря // ДРИ. Исследования и атрибуции. СПб., 1997. — С. 56-82. (совместно с А. Н. Кирпичниковым)
- Хронология художественных и строительных работ в соборе Мирожского монастыря (К проблеме датировки памятника) // Византия. Русь. Западная Европа. Искусство и культура. Тезисы докладов конференции, посвященной 100-летию со дня рождения профессора В. Н. Лазарева. СПб., 1997. — С. 11-13.
- «Богоматерь Страстная» из Дмитриевского монастыря в Кашине // ДРИ. Искусство Руси, Византии и Балкан. XIII век. — СПб., 1997. — С. 311—325.
- Культ св. Климента папы Римского и его отображение в новгородском искусстве XII в. // Ладога и религиозное сознание. Третьи чтения памяти Анны Мачинской. Старая Ладога, 20-22 декабря 1997 г. Материалы к чтениям. (ПАМ-3). — СПб., 1997. — С. 34-38.
- «Евфимиевское» поновление церкви св. Георгия в Старой Ладоге // Памятники старины. Концепции. Открытия. Версии. Памяти В. Д. Белецкого (1919—1997). Том I. СПб. — Псков, 1997. — С. 393—399. (совместно с С. В. Лалазаровым)
- Первоначальный колорит Снетогорских росписей и проблема изменения цвета древнерусских фресок XIV—XV вв. // ДРИ. Сергий Радонежский и художественная культура Москвы XIV—XV вв. СПб., 1998. — С. 150—170.
- The frescoes of Staraia Ladoga and stylistic trends in the late XIIth century murals of Novgorod // Il Mondo e il Sovra-Mondo dell’Icona. Venezia, 1998. P. 153—172.
- Фрески XII в. в основном объеме Георгиевского собора Юрьева монастыря // ПКНО 97. — М., 1998. — С. 232—239.
- Gallerie di Palazzo Leoni Montanari. Icone Russe. Milano, 1999. Каталожные описания № № 12, 21, 30, 50. Фрески Георгиевской церкви в Старой Ладоге и стилистические течения в новгородской живописи последней трети XII века (часть I) // ВВ 58 (83). — М., 1999. — С. 128—146.
- Иконографическая программа росписей собора Снетогорского монастыря (по материалам последних раскрытий) // ДРИ. Византия и древняя Русь. К 100-летию А. Н. Грабара (1896—1996). СПб., 1999. — С. 229—259. Новые открытия в соборе Рождества Богородицы Антониева монастыря в Новгороде // ПКНО 98. — М., 1999. — С. 199—216.
- Символико-аллегорические иконы Благовещенского собора и их влияние на искусство XVI века // Благовещенский собор Московского Кремля. Материалы и исследования. — М., 1999. — С. 164—217.
- Фрески Георгиевской церкви в Старой Ладоге и стилистические течения в новгородской живописи последней трети XII века (окончание) // ВВ 59 (84). — М., 2000. — С. 166—188.
- Новгородская алтарная преграда домонгольского периода // Иконостас: происхождение — развитие — символика. — М., 2000. — С. 312—359.
- Традиция монашеских изображений во фресках собора Антониева монастыря // К 2000-летию христианства. Византийский мир: искусство Константинополя и национальные традиции. Тезисы докладов Международной конференции. Москва, 17-19 октября 2000 г. СПб., 2000. — С. 69-72.
- Аарон // Православная энциклопедия. — М., 2000. — Т. I : А — Алексий Студит. — С. 17-19. — 40 000 экз. — ISBN 5-89572-006-4. (часть статьи)
- «Успение Богоматери» и «Рождество Христово» в системе декорации собора Антониева монастыря и их иконографический протограф // Искусство христианского мира. — М., 2001. — Вып. V. — С. 29-39.
- 1. La Rus' di Kiev: fine del X — meta del' XI secolo // La pittura Russa. Tomo primo. La pittura medievale. — Milano, «Electa», 2001. — P. 19-44
- 2. Kiev e le terre russe nell’ultimo terzo dell’XI e nel XII secolo: assimilazione delle tradizioni bizantine // La pittura Russa. Tomo primo. La pittura medievale. — Milano, «Electa», 2001. — P. 45-156;
- 4. Il XIV secolo: il nuovo incontro con Bizanzio // La pittura Russa. Tomo primo. La pittura medievale. — Milano, «Electa», 2001. — P. 215—340 (совместно с Э. С. Смирновой)
- 6. Il XVI secolo: l’arte all’epoca di Ivan il Terribile e dei suoi sucessori // La pittura Russa. Tomo primo. La pittura medievale. — Milano, «Electa», 2001. — P. 471—524.
- Алтарная преграда // Православная энциклопедия. — М., 2001. — Т. II : Алексий, человек Божий — Анфим Анхиальский. — С. 51-54. — 40 000 экз. — ISBN 5-89572-007-2.
- Антония Римлянина в честь Рождества Пресвятой Богородицы мужской монастырь // Православная энциклопедия. — М., 2001. — Т. II : Алексий, человек Божий — Анфим Анхиальский. — С. 691—695. — 40 000 экз. — ISBN 5-89572-007-2. (в соавторстве с Э. А. Гордиенко и Л. А. Секретарь)
- Ангелоктисты Панагии // Православная энциклопедия. — М., 2001. — Т. II : Алексий, человек Божий — Анфим Анхиальский. — С. 299—300. — 40 000 экз. — ISBN 5-89572-007-2. (в соавторстве с О. Е. Этингоф)
- Апостолов святых церковь в Фессалонике // Православная энциклопедия. — М., 2001. — Т. III : Анфимий — Афанасий. — С. 102. — 40 000 экз. — ISBN 5-89572-008-0.
- Асину Панагии церковь // Православная энциклопедия. — М., 2001. — Т. III : Анфимий — Афанасий. — С. 590—591. — 40 000 экз. — ISBN 5-89572-008-0. (в соавторстве с Э. В. Шевченко и О. В. Лосевой)
- История поновлений и реставрации стенописи Успенского собора Троице-Сергиевой Лавры // Искусство христианского мира. — М., 2002. — Вып. VI. — С. 255—265.
- Росписи северо-западной башни Георгиевского собора Юрьева монастыря // ДРИ. Русь и страны византийского мира. XII век. СПб., 2002. — С. 365—398.
- История церкви св. Георгия, ее изучение и реставрация // Церковь св. Георгия в Старой Ладоге: История, архитектура, фрески. Монографическое исследование памятника XII в. — М., «Прогресс-Традиция», 2002. — С. 9-68
- Иконографическая программа фресок Георгиевской церкви и система росписи древнерусских храмов середины-второй половины XII века // Церковь св. Георгия в Старой Ладоге: История, архитектура, фрески. Монографическое исследование памятника XII в. — М., «Прогресс-Традиция», 2002. — С. 127—192;
- Стилистические основы фресок Георгиевской церкви и византийская монументальная живопись второй половины XII века // Церковь св. Георгия в Старой Ладоге: История, архитектура, фрески. Монографическое исследование памятника XII в. — М., «Прогресс-Традиция», 2002. — С. 193—264;
- Фрески Георгиевской церкви и новгородское искусство конца XII века // Церковь св. Георгия в Старой Ладоге: История, архитектура, фрески. Монографическое исследование памятника XII в. — М., «Прогресс-Традиция», 2002. — С. 265—294.
- Образ Богоматери Мирожской (совместно с Т. В. Кругловой) // Земля псковская, древняя и современная. Материалы конференций Псковского музея-заповедника за 2000—2001 гг. — Псков, 2002. — С. 50-67.
- Хронология строительных и художественных работ в соборе Мирожского монастыря: К проблеме датировки памятника // ДРИ: Византия, Русь, Западная Европа: Искусство и культура. Посвящается 100-летию со дня рождения В. Н. Лазарева (1897—1976). — СПб., 2002. — С. 124—141.
- Надписи на фресках церкви Спаса на Нередице: к истории новгородской письменной традиции (совместно с Т. В. Рождественской) // Вестник Российского гуманитарного научного фонда. — М., 2002. — Вып. 3. — С. 100—108.
- Использование эмульсии модифицированного желтка при укреплении красочного слоя фресок в памятниках Новгорода и Пскова // Реставрацiя музейных пам’яток в сучасних умовах. Проблеми та шляхи iх вирiшення. IV Мiжнародна науково-практична конференцiя. Тези доповiдей. 20-23 травня 2003 року. — Киiв, 2003. — С. 128—130.
- Росписи боковых апсид собора Мирожского монастыря и истоки их иконографической программы // Искусство христианского мира. — М., 2003. — Вып. VII. — С. 75-84.
- Мастера фресок Спасо-Преображенского собора Мирожского монастыря и методы их работы // Хризограф: Сборник статей к юбилею Г. З. Быковой. — М., 2003. — С. 57-87.
- Программа монашеских изображений в росписях собора Снетогорского монастыря во Пскове // Художественная жизнь Пскова и искусство поздневизантийской эпохи. К 1100-летию основания города. Тезисы докладов международной научной конференции. 23-26 сентября 2003 года. Москва, Псков. — М., 2003. — С. 45-46.
- Фрески Пскова и начало псковских художественных традиций // Псков в российской и европейской истории (К 1100-летию первого летописного упоминания). — М., 2003. Т. I. — С. 58-68.
- Росписи Успенского собора Киево-Печерской Лавры и их место в истории древнерусской живописи (часть I) // Лаврьский альманах: Киево-Печерьска лавра в контекстi украiньскоi iсторii та культури. Вып. 11. — Киiв, 2003. — С. 97-117.
- Успенский собор Киево-Печерской Лавры в традициях древнерусской храмовой декорации // Софiйськi читання. Вып. 2: Сакральнi споруди у життi суспiльства: iсторiя i сьогодення. Матерiали Другоi мiжнародноi науково-практичноi конференцii «Софiйськi читання» (м. Киiв, 27-28 листопада 2003 р.). — Киiв., 2004. — С. 255—261.
- Возрождение Нередицы. Рецензия на книгу Н. В. Пивоваровой «Фрески церкви Спаса на Нередице в Новгороде: иконографическая программа росписи». СПб., 2002 // Искусство христианского мира. — М., 2004. — Вып. VIII. — С. 438—439.
- Собор Рождества Богородицы Антониева монастыря 1125 г. // Монументальная живопись Великого Новгорода. Конец XI — первая четверть XII века (Центры художественной культуры средневековой Руси) (совместно с Л. И. Лифшицем и Т. Ю. Царевской). — СПб., «Дмитрий Буланин», 2004. — С. 531—787.
- Росписи Успенского собора Киево-Печерской Лавры в традициях древнерусской храмовой декорации // Искусствознание 2/04. — М., 2004. — С. 188—236.
- Рецензия на книгу А. А. Горматюка: Царский лик. Надгробная икона Великого князя Василия III. Серия «Исследования и реставрация одного памятника». — Вып. 3. (М., ВХНРЦ им. акад. И. Э. Грабаря. 2003) // Реставрация музейных ценностей. Вестник. — М., 2004. — Вып. 9. — № 1/2004. — С. 24-25.
- Иконографическая программа росписей середины XVI века в трапезной церкви Пафнутиева Боровского монастыря // Иконографические новации и традиция в русском искусстве XVI века. Тезисы докладов научной конференции 17-18 ноября 2004 года (ЦМИАР). — М., 2004. — С. 21-22.
- Росписи Успенского собора Киево-Печерской Лавры и их место в истории древнерусской живописи (окончание) // Лаврьский альманах: Киево-Печерьска лавра в контекстi украiньскоi iсторii та культури. — Киiв, 2004. — Вып. 12. — С. 125—142.
- Алтарная преграда церкви Спаса на Нередице: типология и иконография // Церковь Спаса на Нередице: от Византии к Руси. К 800-летию памятника. — М., 2005. — С. 83-98.
- Доклад П. П. Покрышкина о способах и мерах к сохранению фресок церкви Спаса-Нередицы в Новгороде. 9 мая 1919 года (Публикация текста) // Церковь Спаса на Нередице: от Византии к Руси. К 800-летию памятника. — М., 2005. — С. 309—324.
- Монашеская тема во фресках собора Рождества Богородицы Антониева монастыря в Новгороде // Византийский мир: искусство Константинополя и национальные традиции. К 2000-летию христианства. Памяти Ольги Ильиничны Подобедовой (1912—1999). — М., 2005. — С. 319—344.
- Росписи собора Рождества Богородицы Можайского Лужецкого монастыря и их место в искусстве эпохи Ивана Грозного // Искусство христианского мира. Сборник статей. — М., 2005. — Вып. IX. — С. 113—132.
- Икона «Петр и Павел» из собора Антониева монастыря: к вопросу о копировании древних образцов в эпоху Ивана Грозного // Новгород и новгородская земля: искусство и реставрация. — Великий Новгород, 2005. — С. 161—175.
- Росписи собора Рождества Богородицы Можайского Лужецкого монастыря // Зубовские чтения. — Струнино, 2005. — Вып. 3. — С. 164—176.
- La tradizione del Natale nell’Oriente cristiano (Testi di G.Barberini, G.Parravicini, I.Salina, V.Sarab’janov, E.Smirnova). — Vicenza, Banco Intesa, 2005.
- Десятинная церковь, Спасский собор Чернигова и София Киевская: принципы декорации древнейших храмов Киевской Руси // SOFIA. Сборник статей по искусству Византии и Древней Руси в честь 70-летия А. И. Комеча. — М., 2006. — С. 375—404.
- La chiesa del Salvatore della Transfigurazione sulla collina di Neredica presso Novgorod; La cattedrale della Nativita della Madre di Dio nel monastero di Snetogorsky a Pskov; La cattedrale di San Nicola Dvoriscenskij a Novgorod; La chiesa di San Giorgio a Staraja Ladoga // Alfa e Omega. Il Giudizio Universale tra Oriente e Occidente. — Milano, 2006. — P. 90-99.
- Il restauro dell’icona Ascensione al cielo del profeta Elia // Duecento. Due icone russe. — Vicenza, Banca Intesa, 2006. — P. 65-70.
- Иконостас Софии Новгородской 1509 года: новгородская основа и московские традиции // От Царьграда до Белого моря. Сборник статей по средневековому искусству в честь Э. — С. Смирновой. — М., 2007. — С. 485—526.
- Евангельские сцены в росписях Софии Киевской // Софiйськi читання. Вып. 3: Матерiали III мiжнародноi науково-практичноi конференцii «Пам’ятки Нацiонального заповiдника „Софiя Киiвська“ та сучаснi тенденцii музейноi науки» (м. Киiв, 24-25 листопада 2005 р.). — Киiв, 2007. — С. 204—214.
- Мраморировки в системе декорации храмов северо-западной Руси домонгольского периода // Орнамент в изобразительном искусстве и архитектуре Средневековья. Византийский и поствизантийский мир, христианский и мусульманский восток, латинский запад. Тезисы докладов. 8 октября 2007 года (ЦМИАР). — М., 2007. — С. 17-20.
- Евангельское повествование в программе росписей Софии Киевской // Искусство христианского мира. — М., 2007. — Вып. Х. — С. 201—217.
- Алтарная преграда Спасо-Преображенской церкви Евфросиньева монастыря в Полоцке // Искусство Древней Руси и стран византийского мира. Материалы научной конференции, посвященной 70-летию со дня рождения Валентина Александровича Булкина. 3-4 декабря 2007 года. — СПб.—М., 2007. — С. 20-31.
- Изображения святых во фресках Софии Киевской. Часть I: Внутренние галереи // Византийский временник. Том 66 (91). — М., 2007. — С. 24-59. (совместно с Н. В. Герасименко и А. В. Захаровой)
- Живопись конца Х — середины XI века // История русского искусства. Том 1: Искусство Киевской Руси. IX — первая четверть XII века. — М., 2007. — С. 178—262.
- Живопись второй половины XI — первой четверти XII века (совместно с О. — С. Поповой) // История русского искусства. Том 1: Искусство Киевской Руси. IX — первая четверть XII века. — М., 2007. — С. 416—535.
- Роспись Георгиесвкого собора Юрьева монастыря; Роспись собора Рождества Богородицы Антониева монастыря // Великий Новгород. История и культура IX—XVII веков. Энциклопедический словарь. — СПб., 2007. — С. 417—419.
- Мозаическая декорация Софии Киевской: Византийская формула в древнерусской традиции // Искусствознание 2/08. — М., 2008. — С. 5-43.
- Росписи середины XVI века в трапезной церкви Пафнутиева Боровского монастыря // Царский храм: Благовещенский собор Московского Кремля в истории русской культуры. Материалы и исследования. Вып. XIX. [ГММК]. — М., 2008. — С. 116—143.
- Храм-реликварий преподобной Евфросинии Полоцкой. К реконструкции первоначального замысла Спасской церкви Евфросиньева монастыря // Образ Византии. Сборник статей в честь О. — С. Поповой. — М., 2008. — С. 427—456.
- Прообразовательные и ветхозаветные темы в росписях трапезной церкви Пафнутиева Боровского монастыря // Иконографические новации и традиция в русском искусстве XVI века. Сборник статей памяти Виктора Михайловича Сорокатого. (Труды Центрального музея древнерусской культуры и искусства. Том III). — М., 2008. — С. 199—216.
- Реставрация икон из Успенского собора Иосифо-Волоцкого монастыря в собрании Музея древнерусского искусства имени Андрея Рублева // Преподобный Иосиф Волоцкий и его обитель. Материалы научно-практической конференции, посвященной пятилетию обретения Святых мощей Преподобного Иосифа, 520-летия освящения первого монастырского каменного храма — Успенского собора и 80-летию со дня рождения Митрополита Юрьевского и Волоколамского Питирима. — М., 2008. — С. 253—266.
- Елецкий Черниговский в честь Успения Пресвятой Богородицы женский монастырь // Православная энциклопедия. — М., 2008. — Т. XVIII : Египет древний — Эфес. — С. 360—361. — 39 000 экз. — ISBN 978-5-89572-032-5.
- Храм реликварий Евфросинии Полоцкой. О первоначальном замысле Спасской церкви Евфросиньева монастыря // Лазаревские чтения. Искусство Византии, Древней Руси, Западной Европы. Материалы научной конференции 2008. — М., 2008. — С. 111—130.
- Un filo rosso tra le dita. L’Annunciazione nell’Oriente cristiano. — Vicenza, 2008. Catalogo. — Р. 56-57.
- Изображения преподобных отцов в росписях собора Успения «на Городке» в Звенигороде. К вопросу об иконографической традиции // К 600-летию Рождественского собора Саввино-Сторожевского монастыря. Проблемы изучения памятников раннемосковского зодчества. (Труды Звенигородского историко-архитектурного и художественного музея). — Звенигород, 2008. — С. 101—117.
- Программа монашеских изображений в росписи собора Рождества Богородицы Снетогорского монастыря // ДРИ: Художественная жизнь Пскова и искусство поздневизантийской эпохи. К 1100-летию Пскова. — М., 2008. — С. 65-98.
- Сопроводительные надписи на фресках собора Рождества Богородицы Снетогорского монастыря (совместно с Т. В. Рождественской) // ДРИ: Художественная жизнь Пскова и искусство поздневизантийской эпохи. К 1100-летию Пскова. — М., 2008. — С. 99-120.
- Мраморировки в системе декорации домонгольских храмов северо-западной Руси // Ладога и Ладожская земля в эпоху средневековья. СПб., 2008. — Вып. 2. — С. 152—176.
- Образ монашества в росписях Спасской церкви Евфросиньева монастыря // Гiсторыя i археалогiя Полацка i Полацкай зямлi. Матэрыялы V Мiжнароднай навуковай канферэнцыi (24-25 кастрычнiка 2007 г.). — Полацк, 2009. — С. 152—176.
- Мозаики Софии Киевской в контексте византийской храмовой декорации XI столетия // Софiйськi читання. Вып. 4: Матерiали IV мiжнародноi науково-практичноi конференцii «Пам’ятки Нацiонального заповiдника „Софiя Киiвська“: культурний дiалог поколiнь» (м. Киiв, 25-26 жовтня 2007 р.). — Киiв, 2009. — С. 99-122.
- Патрональные и ктиторские изображения во фресках собора Снетогорского монастыря. Опыт реконструкции // Археология и история Пскова и Псковской земли. Семинар имени академика В. В. Седова. Материалы 54 заседания (15-17 апреля 2008 года). — Псков, 2009. — С. 151—163.
- Реликвии и образы святых в сакральном пространстве Софии Киевской // Пространственные иконы. Текстуальное и перформативное. Материалы международного симпозиума. / Ред-сост. А. М. Лидов. — М, 2009. — С. 122—125.
- Изображения святых во фресках Софии Киевской. Западное пространство основного объема под хорами // Искусство христианского мира. — М., 2009. — Вып. XI. — С. 208—256. (совместно с Н. В. Герасименко и А. В. Захаровой)
- Иконографическая программа алтарных росписей Успенского собора Старой Ладоги // Искусство христианского мира. — М., 2009. — Вып. XI. — С. 257—278.
- Изображения двух Понтийских святителей в росписях Софии Киевской // Очерки по истории христианского Херсонеса (Херсонес Христианский. Т. I. Вып 1). — СПб., 2009. — С. 109—117.
- Успенский собор Старой Ладоги и хронология староладожского храмового строительства // Краеугольный камень. Археология, история, искусство, культура России и сопредельных стран. 80-летию со дня рождения Анатолия Николаевича Кирпичникова посвящается. — СПб.; М ., 2009. — Т. II. — С. 266—310.
- Образ священства в росписях Софии Киевской. Часть I: Программа Софийского собора и византийская традиция послеиконоборческого периода // Искусствознание 3-4/11. — М., 2011. — С. 15-52.
- Заказчик и стиль в древнерусских росписях XII века // Новгород и Новгородская земля. Искусство и реставрация. Выпуск 4. Великий Новгород, 2011. — С. 38-56.
- К вопросу о функциональном назначении палаток на хорах Спасо-Преображенского собора Мирожского монастыря // Древности Пскова. Археология. История. Архитектура. Вып. 2. К юбилею Лабутиной И. К. Псков, 2011. — С. 177—194.
- Фрески Полоцка // Русское искусство. 2012. — № 1 (33). — С. 9-13.
- Патерик преподобной Евфросинии Полоцкой. Цикл деяний монахов в росписях Спасской церкви Евфросиньева монастыря // Византийский мир: региональные традиции в художественной жизни и проблемы их изучения. К юбилею Э. — С. Смирновой. Тезисы докладов Международного научного симпозиума 8-9 октября 2012 года. — М., 2012. — С. 53-57.
- Изображения святых на хорах собора Св. Софии в Киеве. Новые атрибуции // Византийский временник, том 73. 2014. — С. 219—236 (соавторы: Герасименко Н. В., Захарова А. В.)
- Чтимые святые домонгольской Руси в росписях Софии Киевской. К вопросу о формировании локальной традиции. Часть II // Искусствознание. — 2015. — № 3-4. — C. 22-46
- Изображения святых во фресках Софии Киевской. Подкупольное пространство // Искусство христианского мира. Сборник статей, том 13. 2016. — C. 115—130 (соавторы: Герасименко Н. В., Захарова А. В.)

- Фрески древнего Пскова = The painting of old Pskov: [проспект]. — Москва : РА «СОРЕК», 1993. — 43 с. — ISBN 5-86492-011-8
- Собор Рождества Богородицы Антониева монастыря в Новгороде. — М. : Сев. паломник, 2002. — 88 с. — (Памятники художественной культуры Древней Руси / Гос. ин-т искусствознания). — ISBN 5-94431-025-1
- Спасо-Преображенский собор Мирожского монастыря. — М. : Северный паломник, 2002. — 80 с. — (Памятники художественной культуры Древней Руси/ Гос. ин-т искусствознания). — ISBN 5-94431-022-7
- Собор Рождества Богородицы Снетогорского монастыря. — М., «Северный паломник», 2002. — 80 с. (совместно с И. Б. Голубевой)
- Старая Ладога — древняя столица Руси. — СПб., «Славия», 2003. Издание 2-е, дополненное. (совместно с А. Н. Кирпичниковым)
- Георгиевская церковь в Старой Ладоге. — М., «Северный паломник», 2003. — 96 с.
- История древнерусской живописи: учебное пособие. — М. : Православный Свято-Тихоновский Гуманитарный Университет, 2007. — 752 с. — ISBN 9785-7429-0309-3 (в соавторстве с Э. С. Смирновой)
- Спасо-Преображенская церковь Евфросиньева монастыря и ее фрески. — Москва : Северный паломник, 2007. — 175 с. — ISBN 978-5-94431-224-2
  - Спасо-Преображенская церковь Евфросиньева монастыря и ее фрески / В. Д. Сарабьянов. — Изд. 2-е. — Москва : Северный паломник, 2009. — 225 с. — ISBN 978-5-94431-302-7
  - Спасская церковь Евфросиниевского монастыря в Полоцке. — 3-е изд., доп. и перераб. — Полоцк : Спасо-Евфросиниевский женский монастырь, 2016. — 513 с. — ISBN 978-985-6945-30-7 — 200 экз.
- Иконы Великого Новгорода XI — начала XVI века. — М., «Северный паломник», 2008.
- Раскрытие иконы «Святые равноапостольные Константин и Елена». — Виченца, «Терра Ферма», 2008. — 24 с. (совместно с А. Г. Барковым)
- Спасо-Преображенский собор Мирожского монастыря. Памятники монументальной живописи Древней Руси. — М.: «Северный паломник», 2010.
- История архитектурных и художественных памятников Ферапонтова монастыря. — Москва : Индрик, 2014. — 151 с. — ISBN 978-5-91674-244-2
- Церковь Святого Георгия в Старой Ладоге = St. Georges’s Church in Staraya Ladoga : фрески, история, архитектура : [альбом]; Староладожский историко-архитектурный музей-заповедник. — Санкт-Петербург : БЛИЦ, cop. 2016. — 347 с. — ISBN 978-5-86789-436-8 — 1000 экз.